# Savignano sul Rubicone
Savignano sul Rubicone là một đô thị ở tỉnh Forlì-Cesena trong vùng Emilia-Romagna, có cự ly khoảng 90 km về phía đông nam của Bologna và khoảng 30 km về phía đông nam của Forlì. Tại thời điểm ngày 31 tháng 12 năm 2004, đô thị này có dân số 15.952 người và diện tích là 23,2 km².
Đô thị Savignano sul Rubicone có các frazioni (đơn vị trực thuộc, chủ yếu là các làng) Capanni, Fiumicino, và Savignano a Mare.
Savignano sul Rubicone giáp các đô thị: Gatteo, Longiano, San Mauro Pascoli, Santarcangelo di Romagna.